# Francesco Tebaldeschi
Francesco Tebaldeschi (* um 1307 in Rom; † 6. oder 7. September 1378 ebenda) war ein italienischer Kurienkardinal.

## Biografie
Francesco Tebaldeschi oder Tibaldeschi wurde um 1307 in Rom als Sohn des Adligen Giovanni di Teobaldo dei Tebaldeschi (de’ Thebaldescis) und der Costanza Caetani degli Stefaneschi, Tochter von Pietro Stefaneschi und der Perna Orsini, geboren. Costanza war die Schwester von Kardinal Giacomo Gaetano Stefaneschi und Nichte von Bonifatius VIII. Francesco Tebaldeschi war ein Cousin von Kardinal Annibaldo Caetani de Ceccano.
Auf Fürsprache seines Onkels empfing er 1335 die Kanonikate Santa Maria in Trastevere, Padua und Ferrara.
Nach dem Tod von Giacomo Gaetano Stefaneschi, einem weiteren Neffen von Kardinal Giacomo, übernahm Francesco die Benefizien der Kirche von Compostella und weitere Pfründe.
1348 gehörte er zu den Testamentsvollstreckern von Kardinal Annibaldo Caetani de Ceccano, als Prior des Petersdoms in Rom erschien er auch als Zeuge in einem 1355 in Avignon verfassten Akt über die Residenz des Bischofs von Florenz, Francesco degli Atti.
Er war Kanoniker der Patriarchalbasilika von Sankt Peter im Vatikan; später war er Dekan und Prior. Im Konsistorium vom 22. September 1368 wurde er zum Kardinalpriester mit der Titelkirche Santa Sabina berufen. Am 20. Oktober trat er offiziell in die Kurie von Avignon ein. Er war Kanoniker und Thesaurar des Domkapitels von Langres. 1369 wurde er zusammen mit vier weiteren Kardinälen vom Papst entsandt, um das feierliche Glaubensbekenntnis des Kaisers Johannes V. von Konstantinopel in der Kirche Santo Spirito in Sassia in Rom entgegenzunehmen.
Er nahm am Konklave von 1370 teil, das Papst Gregor XI. wählte. 1374 wurde er Erzpriester der Patriarchalbasilika des Vatikans. Er stiftete eine Kapelle mit drei Benefiziaten in der Basilika. 
Francesco wurde von Gregors XI. mit sehr weitreichenden Befugnissen und mit dem Befehl, die römischen Adeligen zur Ordnung zu rufen, zum Legaten in Rom ernannt.
1377 bemühte sich Francesco gemeinsam mit anderen Kardinälen und der heiligen Katharina von Siena darum, dass der Päpstliche Stuhl von Avignon nach Rom zurückkehrte. Er nahm am Konklave im April 1378 teil, das Urban VI. zum Papst wählte.
Francesco Tebaldeschi starb am 6. oder 7. September 1378 in Rom. Er wurde in den vatikanischen Grotten beigesetzt.